# Микеланђело Буонароти (ТВ филм)
„Микеланђело Буонароти” је југословенски и хрватски ТВ филм из 1977. године. Режирао га је Љубиша Ристић који је написао и сценарио по делу Мирослава Крлеже.

## Улоге
| Глумац             | Улога            |
| ------------------ | ---------------- |
| Борис Каваца       | Микеланђело      |
| Хасија Борић       |                  |
| Мира Босанац       |                  |
| Миљенко Брлечић    | Уротник          |
| Младен Црнобрња    | Уротник          |
| Бранка Цвитковић   |                  |
| Бране Грубер       |                  |
| Милан Лане Гутовић | Нечастиви / Папа |
| Санда Хржић        |                  |
| Славица Кнежевић   |                  |
| Едита Липовшек     |                  |
| Зденка Марунчић    |                  |
| Зоран Покупец      | Франческо        |